# Ockelbo
Ockelbo est une localité de Suède dans la commune d'Ockelbo, dont elle est le chef-lieu, située dans le comté de Gävleborg.
Sa population était de 2 953 habitants en 2019.